# Corte de Apelaciones de Copiapó
La Corte de Apelaciones de Copiapó es el tribunal de alzada chileno que tiene asiento en la ciudad de Copiapó y cuyo territorio jurisdiccional comprende la Región de Atacama.
En caso de inhabilidad o impedimento de todos sus integrantes, este tribunal es subrogado por la Corte de Apelaciones de La Serena.

## Historia
La Corte de Apelaciones de Copiapó fue creada por la ley 17.939 de 13 de junio de 1973, teniendo como territorio de cobertura la entonces Provincia de Atacama, que en 1974 con la Regionalización se convirtió en la actual Región de Atacama.

## Composición
Según el artículo 56 del Código Orgánico de Tribunales (COT), la Corte de Apelaciones de Copiapó está compuesta por cuatro integrantes llamados ministros, al igual que sus símiles de Iquique, Chillán, Puerto Montt, Coihaique y Punta Arenas. Además de ello, tiene un fiscal judicial (artículo 58 del COT), tres relatores (artículo 59 del COT), y un secretario judicial (artículo 60 del COT).
Actualmente, está compuesto por:
- Presidente:
  - Pablo Krumm de Almozara
- Ministros:
  - Aída Osses Herrera
  - Marcela Araya Novoa
  - (Ministro Vacante)
- Fiscal:
  - Carlos Meneses Coloma
- Secretario:
  - María José Hernández Soto
- Relatores:
  - Anita Maluenda Hernández
  - Walter Pavez Cortés
  - Walter Piñats Aliaga
- Oficial Primero:
  - Margarita García Correa
- Administrador:
  - Marco Aguirre Carrasco

## Tribunales bajo su dependencia
La Corte de Apelaciones ejerce sus atribuciones directivas, económicas y correccionales sobre los siguientes tribunales, los cuales se encuentran bajo su dependencia:
- 1.º, 2.º, 3.º y 4.º Juzgado de Letras en lo Civil de Copiapó
- 1.º y 2.º Juzgado de Letras de Vallenar
- Juzgado de Letras de Diego de Almagro
- Juzgados de Letras y Garantía de Chañaral, Caldera y Freirina.
- Juzgado de Letras del Trabajo de Copiapó
- Juzgados de Familia de Copiapó y Vallenar
- Juzgados de Garantía de Copiapó, Diego de Almagro y Vallenar
- Tribunal de Juicio Oral en lo Penal de Copiapó.